# TrES-2b
TrES-2b (GSC 03549-02811b hay Kepler-1b) là một hành tinh ngoài hệ mặt trời quay quanh ngôi sao GSC 03549-02811 hay TrES-2 nằm cách xa Hệ Mặt trời 750 năm ánh sáng. Hành tinh này đã được xác định vào năm 2011 là hành tinh ngoài hệ mặt trời tối nhất được biết đến, phản xạ ít hơn 1% bất kỳ ánh sáng nào chiếu vào nó. Khối lượng và bán kính của hành tinh cho thấy nó là một hành tinh khí khổng lồ có thành phần khối tương tự như của Sao Mộc. Không giống như Sao Mộc, nhưng tương tự như nhiều hành tinh được phát hiện xung quanh các ngôi sao khác, TrES-2b nằm rất gần với ngôi sao của nó, và thuộc lớp hành tinh được gọi là Mộc Tinh nóng. Hệ thống này nằm trong tầm quan sát của tàu vũ trụ Kepler.